# Tenley Albright
Tenley Emma Albright (Newton Center, Massachusetts, 18 de julho de 1935) é uma ex-patinadora artística estadunidense. Ela conquistou duas medalhas olímpicas, uma de prata em 1952 e uma de ouro 1956. Em 1976 ela foi incluída no World Figure Skating Hall of Fame.

## Principais resultados
| Resultados                                                            | Resultados        | Resultados       | Resultados      | Resultados       | Resultados      | Resultados       | Resultados    | Resultados    | Resultados    | Resultados    | Resultados    | Resultados    |
| Internacional                                                         | Internacional     | Internacional    | Internacional   | Internacional    | Internacional   | Internacional    | Internacional | Internacional | Internacional | Internacional | Internacional | Internacional |
| Evento/Temporada                                                      | 1951– 1951        | 1952– 1952       | 1953– 1953      | 1954– 1954       | 1955– 1955      | 1956– 1956       |               |               |               |               |               |               |
| --------------------------------------------------------------------- | ----------------- | ---------------- | --------------- | ---------------- | --------------- | ---------------- | ------------- | ------------- | ------------- | ------------- | ------------- | ------------- |
| Jogos Olímpicos                                                       |                   | Medalha de prata |                 |                  |                 | Medalha de ouro  |               |               |               |               |               |               |
| Campeonato Mundial                                                    | 6.ª               | WD               | Medalha de ouro | Medalha de prata | Medalha de ouro | Medalha de prata |               |               |               |               |               |               |
| Campeonato Norte-Americano                                            | Medalha de bronze |                  | Medalha de ouro |                  | Medalha de ouro |                  |               |               |               |               |               |               |
| Nacional                                                              |                   |                  |                 |                  |                 |                  |               |               |               |               |               |               |
| Campeonato dos Estados Unidos                                         | Medalha de prata  | Medalha de ouro  | Medalha de ouro | Medalha de ouro  | Medalha de ouro | Medalha de ouro  |               |               |               |               |               |               |
| Seccional Oriental                                                    | Medalha de ouro   | Medalha de ouro  |                 |                  |                 |                  |               |               |               |               |               |               |
|                                                                       |                   |                  |                 |                  |                 |                  |               |               |               |               |               |               |
| Legenda: WD = Abandonou; Competição não foi disputada nesta temporada |                   |                  |                 |                  |                 |                  |               |               |               |               |               |               |